# Tetín (district de Jičín)
Pour les articles homonymes, voir Tetín.
Tetín (en allemand : Tetin) est une commune du district de Jičín, dans la région de Hradec Králové, en République tchèque. Sa population s'élevait à 154 habitants en 2022.

## Géographie
Tetín se trouve à 7 km au nord de Hořice, à 20 km à l'est de Jičín, à 28 km au nord-nord-ouest de Hradec Králové et à 94 km au nord-est de Prague.
La commune est limitée par Vřesník et Borek au nord, par Miletín à l'est, par Červená Třemešná et Lukavec u Hořic au sud, et par Lázně Bělohrad à l'ouest.

## Histoire
La première mention écrite de la localité date de 1543.

## Transports
Par la route, Tetín  se trouve à 4 km de Lázně Bělohrad, à 22 km de Jičín, à 34 km de Hradec Králové et à 117 km de Prague. 